# ヨコハマ (カクテル)
ヨコハマ (Yokohama) は、ジンをベースとするカクテルである。日本の地名が付いた数少ないシティカクテル（都市名を冠したカクテル）、スタンダードカクテルの1種。

## 概要
横浜港開港後、寄港する極東航路の客船のバーで生まれたと言われる。考案年や考案者名など詳細は不明。昭和初期には登場していたと言われている。サヴォイ・カクテルブックにもヨコハマの名はレシピと共に掲載されている。横浜が発祥と言われるヨコハマ、バンブー、ミリオン・ダラー、チェリーブロッサムは横浜4大カクテルと呼ばれる。
港の夕陽をイメージしたと言われている。
上述のように考案者は不明であるが、昭和初期以前のカクテルはベースとなる酒を1種類とするのが基本であった。しかし、ヨコハマはジン、ウォッカ、アブサンと3種類の酒を使っていることから、考案者は素人だったのではないかと柳原良平は推測している。
ホテルニューグランドのバー「シーガーディアンII」のチーフバーテンダー太田圭介は、ヨコハマは世界一周をするような客船で産まれたのではないかと考え、イギリスのジン、ロシアのウォッカ、フランスのアブサンという各国を代表する酒をミックスし、アジアで横浜に寄港することから「世界一周」を意味する遊びから生まれたカクテルではないかと推測している。

## レシピ
代表的なレシピは以下の通り。
- ドライ・ジン - 20ml
- ウォッカ - 10ml
- オレンジ・ジュース - 20ml
- グレナデン・シロップ - 10ml
- ペルノー（アブサン） - 1dash

作り方
1. 上記材料をシェークする。
2. カクテル・グラスに注ぐ。
3. グラスにマラスキーノ・チェリーを飾る。

- アブサンが禁止されていた期間には代わりにパスティスが使用されていたため、現在でもパスティスを使用することもある。